# خوزه گراگرا
خوزه گراگرا (انگلیسی: José Gragera؛ زادهٔ ۱۴ مهٔ ۲۰۰۰) بازیکن فوتبال اهل اسپانیا است که در پست هافبک میانی برای اسپانیول بازی می‌کند.
وی همچنین در تیم‌های ملی فوتبال زیر ۱۹ سال اسپانیا و زیر ۲۱ سال اسپانیا بازی کرده‌است.